# Baliscate

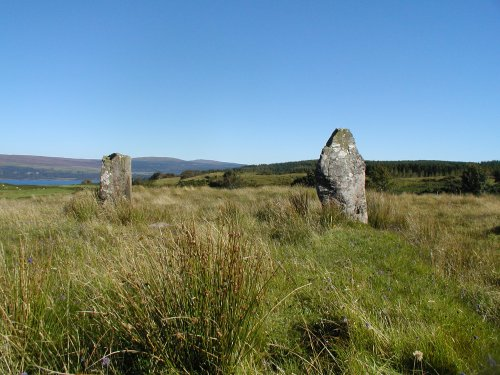
Baliscate vor der Ausgrabung

Die Menhire von Baliscate bei Tobermory auf der Isle of Mull sind, wie viele andere Menhire (englisch Standing Stones) auf der schottischen Insel einzigartig für die Western Isles und den Rest Schottlands. Sie sind oft zu kurzen Steinreihen mit drei bis fünf Steinen angeordnet (z. B. Dervaig C, Kilmore, Maol Mor und Quinish).
Obwohl für die drei Steine von Baliscate schon immer vermutet wurde, dass sie zu einer Reihe gehören, wurde dies erst bestätigt, als Joanna Wright einen kleinen Bereich um die Steine ausgrub. Vor der Grabung umfasste die Reihe zwei Menhire und einen umgefallenen Stein zwischen ihnen. Die Grabung ergab, dass die ursprüngliche Position des liegenden Steins stehend zwischen den beiden aufrechten lag. Zusätzlich wurde im Norden der Reihe der Stumpf eines vierten Steins entdeckt, der zu einem unbestimmten Zeitpunkt in der Vergangenheit abgebrochen wurde und bis zu seiner Entdeckung von Torf bedeckt war. In der Nähe der in die prähistorische Oberfläche geschnittenen Basis dieses Steins wurde ein kleines Brandgrab entdeckt.
Vor dieser Ausgrabung sind nur zwei andere Steinreihen auf der Insel ausgegraben worden, so dass die Informationen, die aus dieser Arbeit abgeleitet werden können, das Verständnis der Vorgeschichte der Insel wesentlich bereichern.